# Кастифао
Кастифао (фр. Castifao, корс. Castifau) — коммуна во Франции, находится в регионе Корсика. Департамент коммуны — Верхняя Корсика. Входит в состав кантона Голо-Морозалья. Округ коммуны — Корте.
Код INSEE коммуны — 2B080.

## Население
Население коммуны на 2008 год составляло 183 человека.
| 1962 | 1968 | 1975 | 1982 | 1990 | 1999 | 2008 |
| ---- | ---- | ---- | ---- | ---- | ---- | ---- |
| 261  | 266  | 234  | 223  | 137  | 152  | 153  |

## Экономика
В 2007 году среди 88 человек в трудоспособном возрасте (15—64 лет) 51 были экономически активными, 37 — неактивными (показатель активности — 58,0 %, в 1999 году было 47,1 %). Из 51 активных работали 45 человек (26 мужчин и 19 женщин), безработных было 6 (3 мужчины и 3 женщины). Среди 37 неактивных 4 человека были учениками или студентами, 16 — пенсионерами, 17 были неактивными по другим причинам.

## Фотогалерея

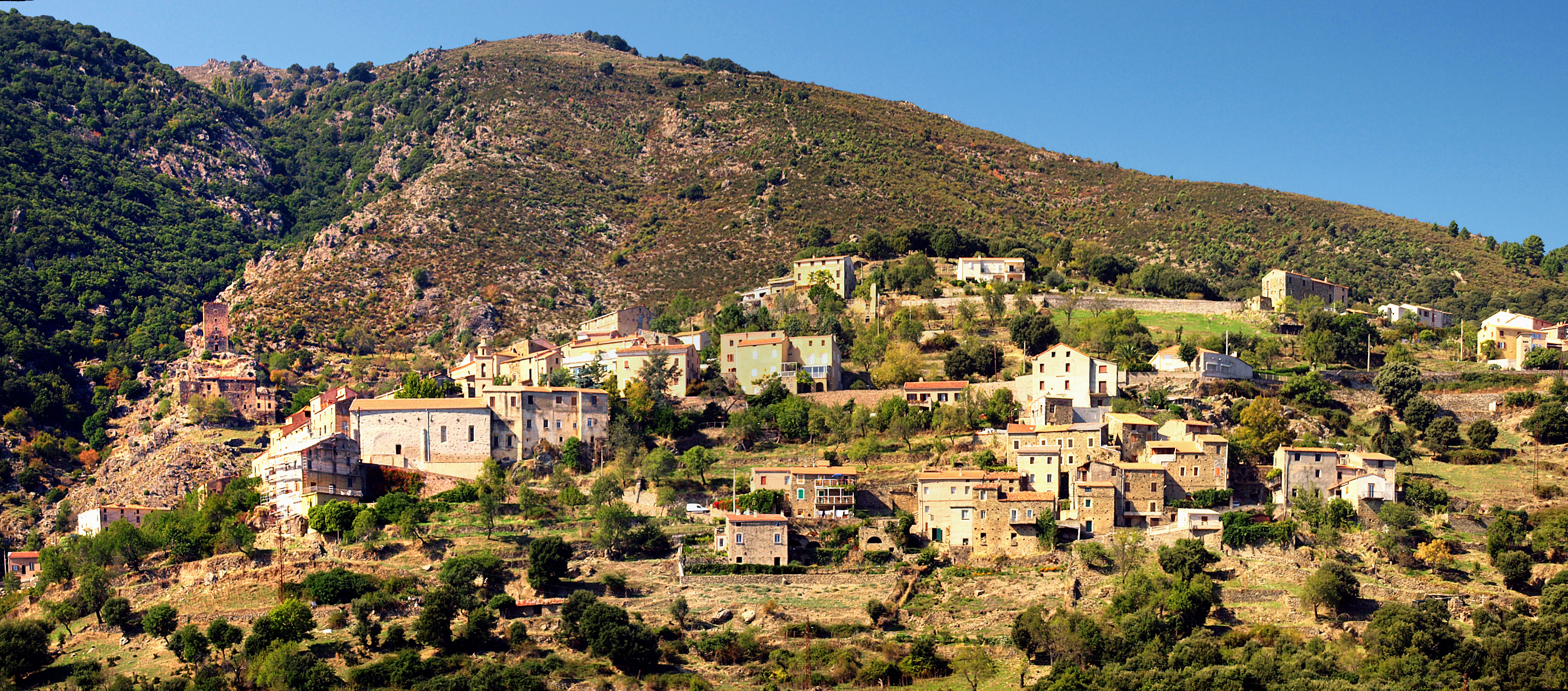
Кастифао
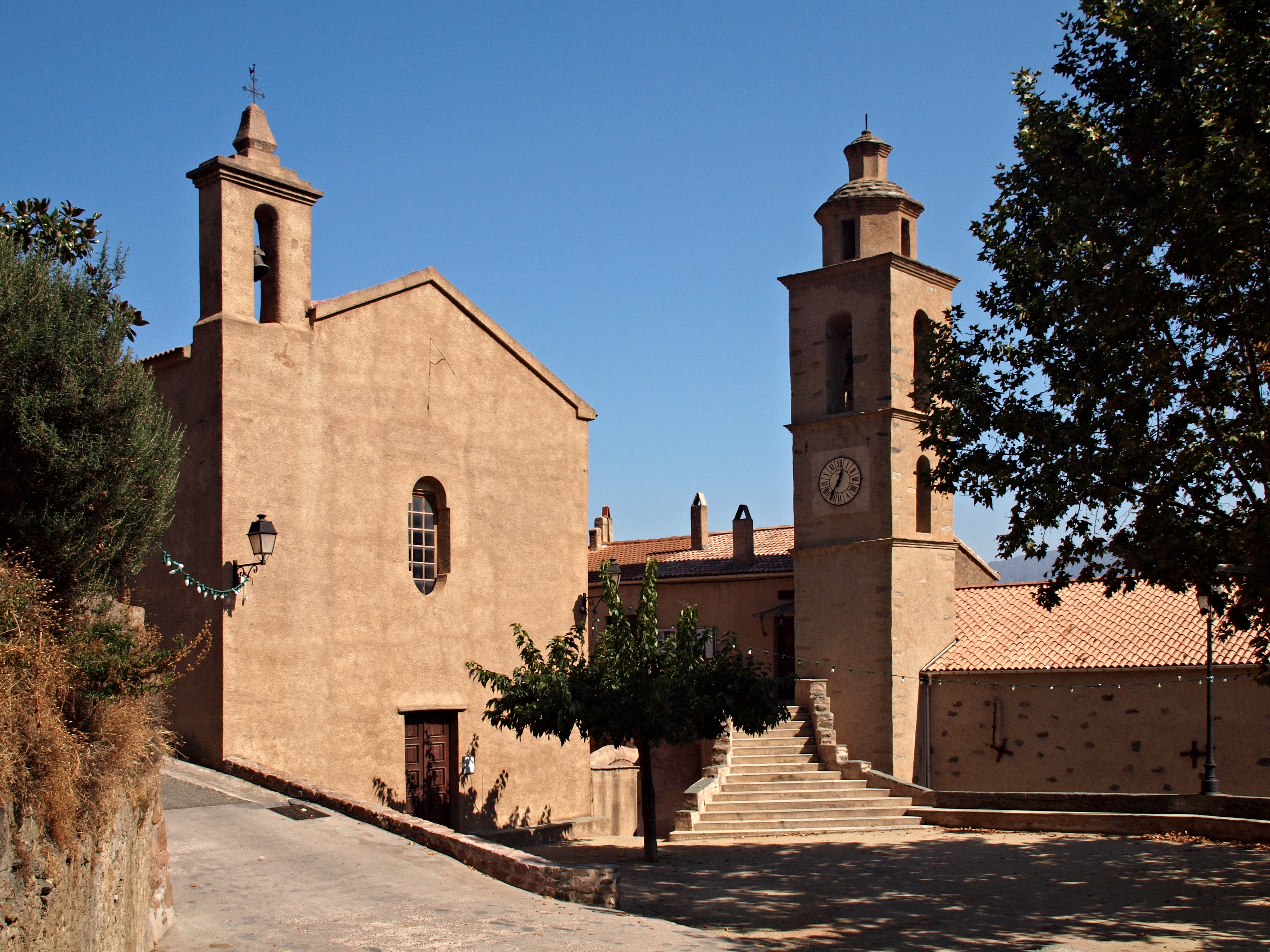
Церковь св. Николая
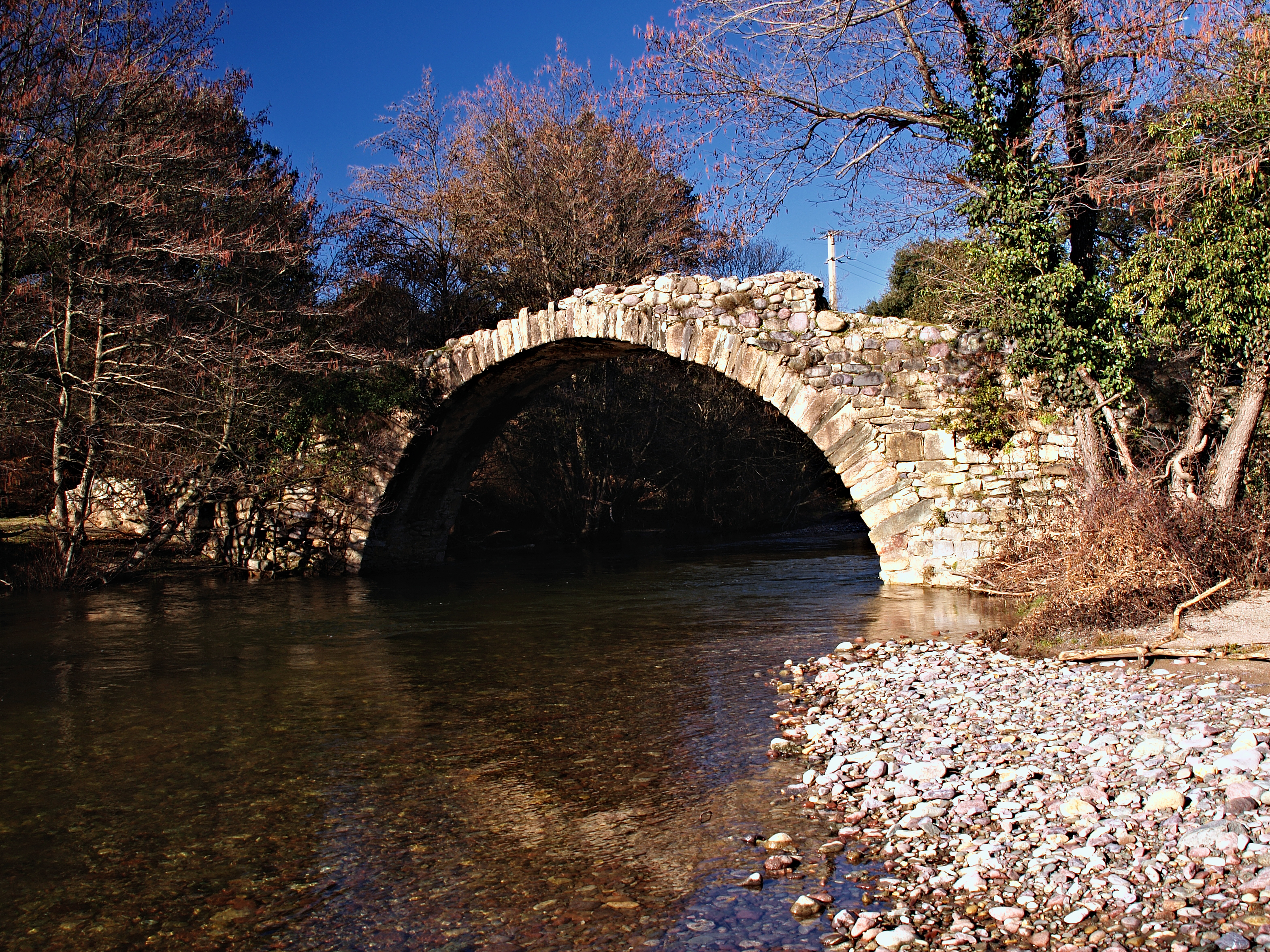
Генуэзский мост
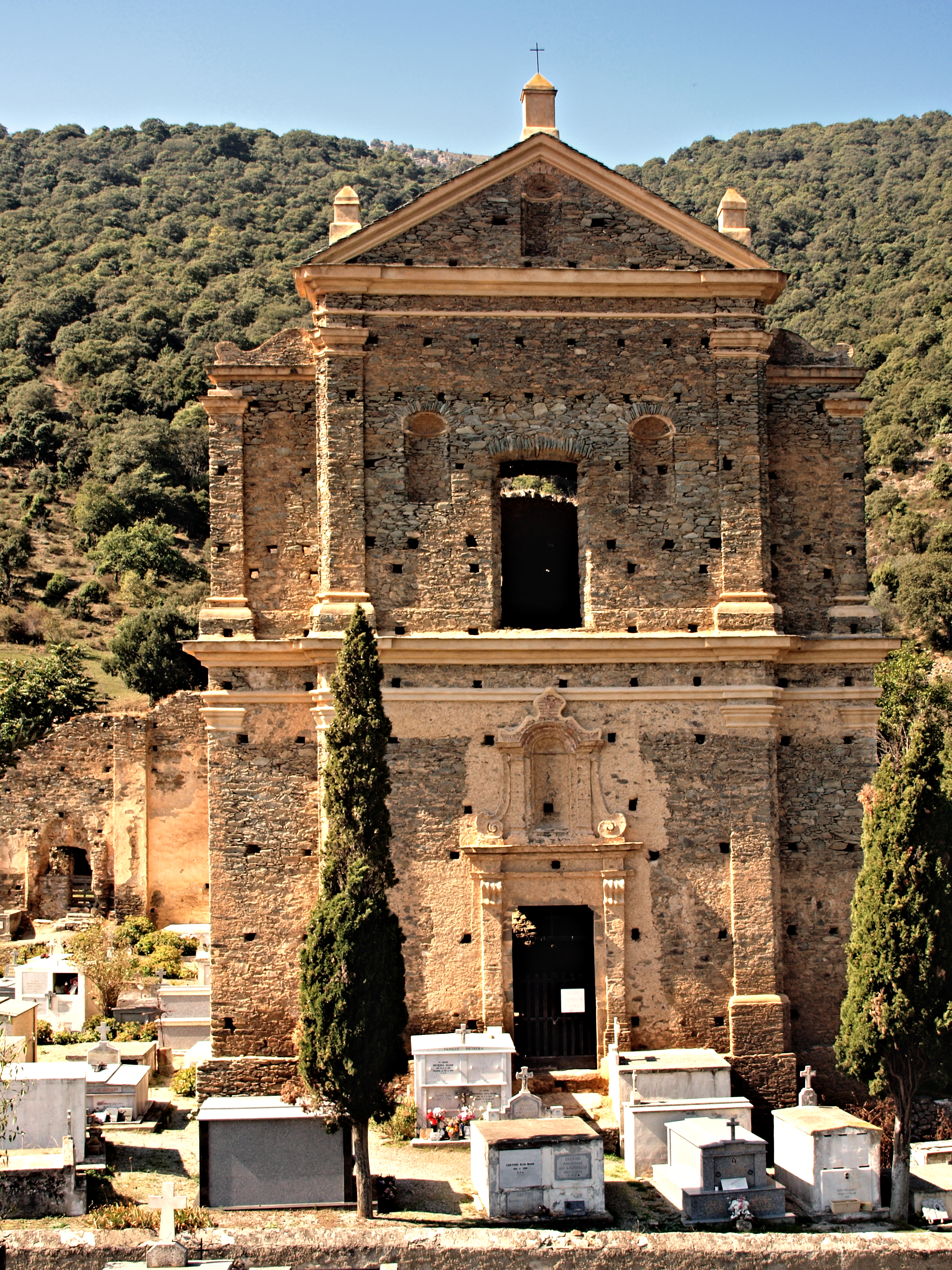
Фасад монастыря